# Jasminum azoricum
Jasminum azoricum — вид рослин з родини маслинові (Oleaceae), ендемік Мадейри.

## Опис
Прямовисний або виткий багаторічний кущ, гладкий, висотою 2–5 м. Листки складені з трьох від яйцеподібної до ланцетної форми листочків, шкірясті. Квітів 5–25 у верхівкових суцвіттях; квіти білі й ароматні. Цвітіння з травня по жовтень.

## Поширення
Ендемік острова Мадейра, є лише дві субпопуляції, одна — у Фуншалі, а інша — в Рібейра Брава. Кількість зрілих особин, як повідомляється, становить менше 50.
Він дуже рідко росте на кам'янистих скелях південного узбережжя Мадейри.

## Використання
Хоча цей вид є дуже рідким у своєму природному середовищі існування, він широко використовується в садах.

## Загрози та охорона
Одною з основних загроз є деградація середовища проживання через інвазивні види. Розвиток сільського господарства, міської та інфраструктури призводить до подальшої втрати та деградації середовищ існування. Більше того, на вид можуть вплинути пожежі, посухи та зсуви.
Jasminum azoricum внесено до Додатку II Директиви про природокористування та додатку I Конвенції про охорону європейської дикої природи та природних середовищ існування (Бернська конвенція).

## Галерея

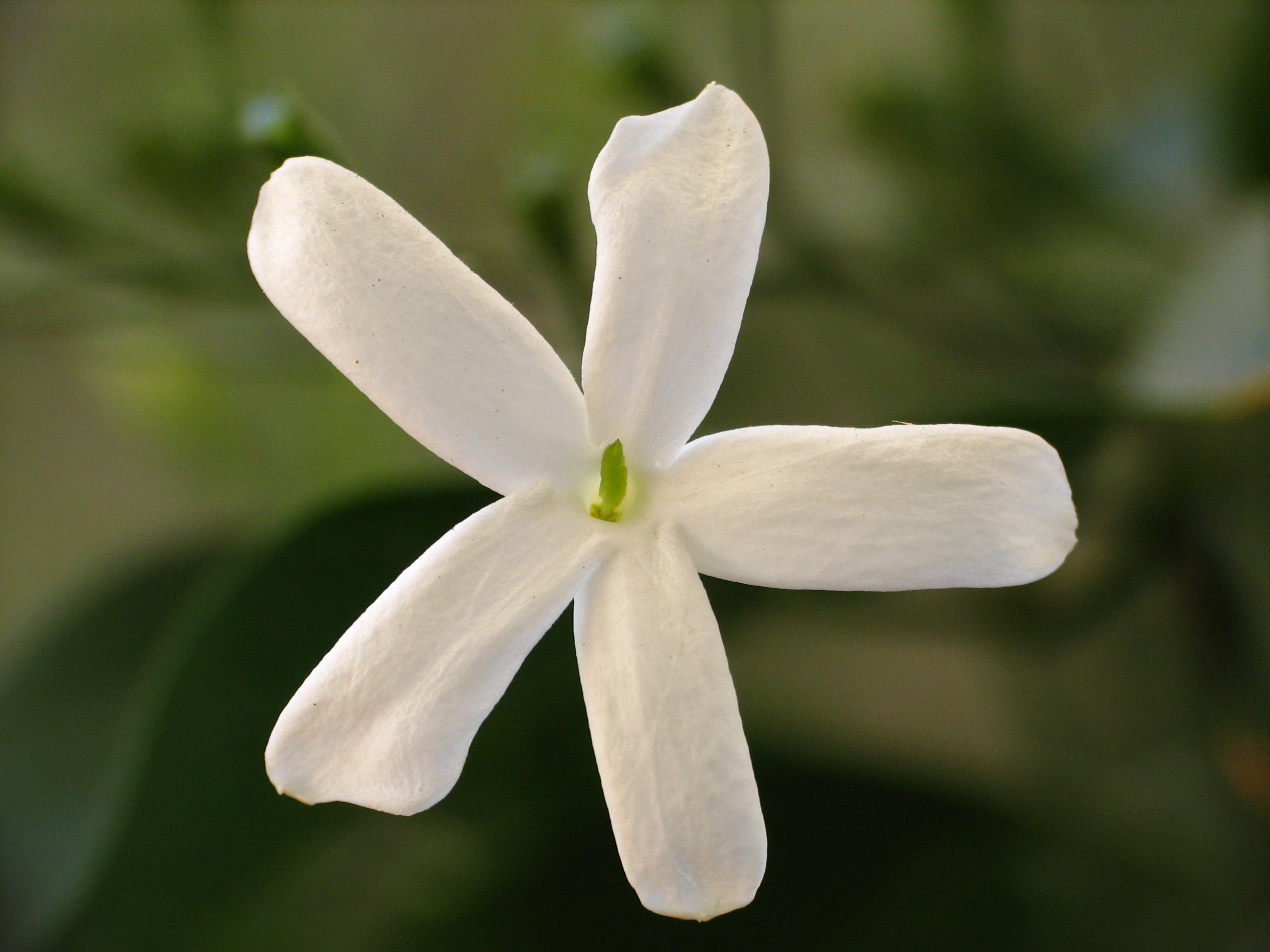
квітка
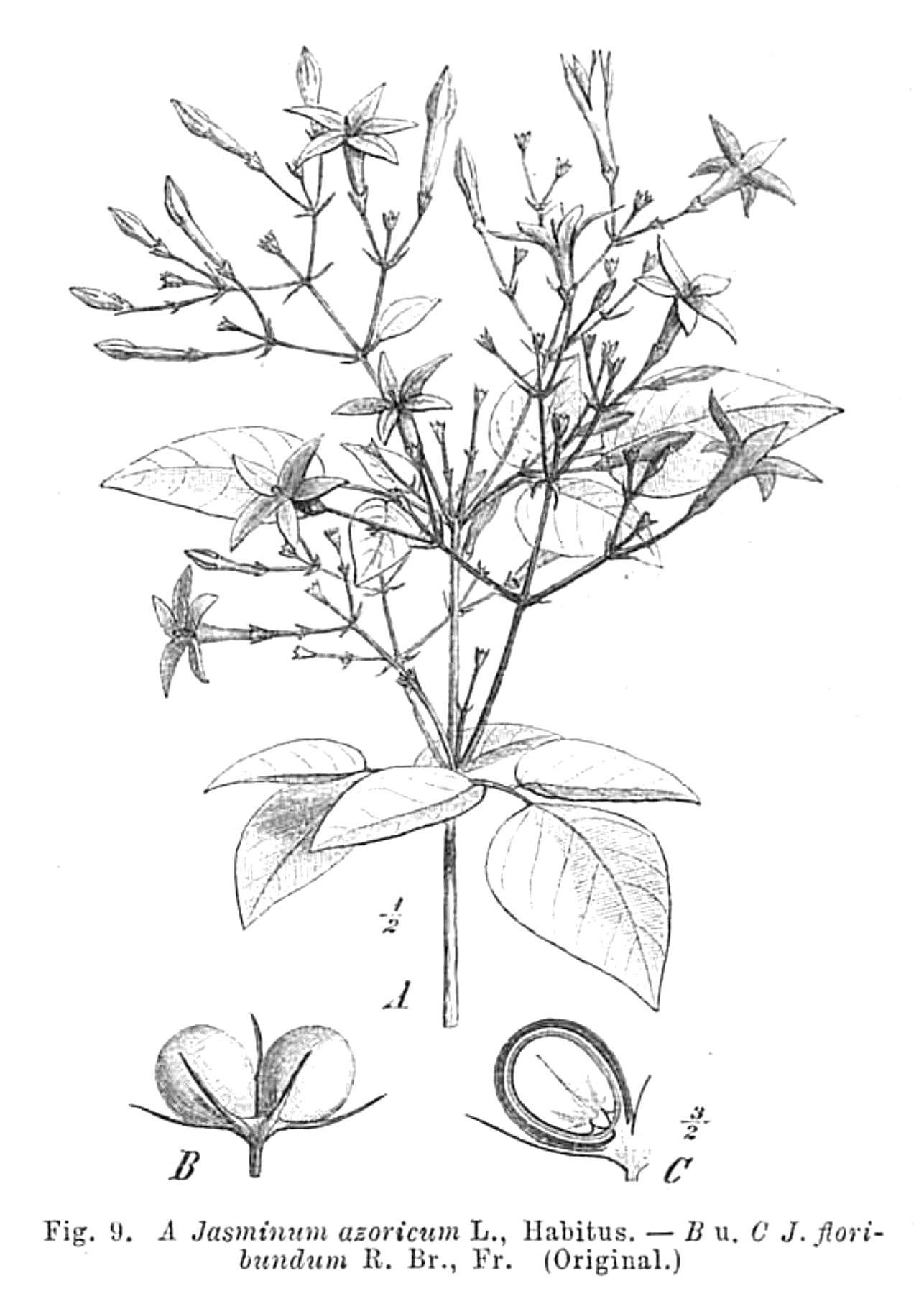
ілюстрація